# Agnès-Christine de Habsbourg-Toscane
Agnès-Christine de Habsbourg-Toscane, née au Château de Persenbeug, Persenbeug-Gottsdorf, Autriche, le 14 décembre 1928 et morte à Vienne, Autriche, le 31 août 2007, est une archiduchesse d'Autriche et princesse de Toscane. Par mariage, en 1949, elle est devenue princesse de Liechtenstein.

## Biographie

### Famille
Fille aînée et seconde des treize enfants de l'archiduc Hubert-Salvator de Habsbourg-Toscane (1894-1971) et de son épouse la princesse Rosemary de Salm-Salm (1904-2001), Agnès-Christine de Habsbourg-Toscane naît au château de Persenbeug, le 14 décembre 1928. Par sa grand-mère paternelle, l'archiduchesse Marie-Valérie, elle est l'arrière petite-fille de François-Joseph Ier, empereur d'Autriche et roi de Hongrie et de son épouse, Élisabeth de Wittelsbach, connue sous le nom de « Sissi ».

### Mariage
Agnès-Christine épouse le 17 février 1949, au château de Persenbeug le 9 avril 1947 le prince Karl-Alfred de Liechtenstein, né le 16 août 1910 au château de Frauenthal, à Deutschlandsberg, land de Styrie en Autriche et mort le 17 novembre 1985 à Hainburg an der Donau, district de Bruck an der Leitha, en Basse-Autriche. Le prince, ingénieur forestier, est le frère cadet du prince souverain François-Joseph II et le deuxième fils du prince Aloïs de Liechtenstein et de son épouse la princesse impériale et archiduchesse Élisabeth de Habsbourg-Lorraine, nièce de l'empereur François Joseph Ier d'Autriche.
Ils ont sept enfants, tous titrés prince ou princesse de Liechtenstein : 
- Dominik (né le 20 juin 1950 à Vienne, où il est mort le 20 septembre 2009), maître en sciences sociales et économiques, marié à Spitz an der Donau le 9 octobre 1980 avec Eva Maria Lösch (née le 4 juillet 1943, à Vienne où elle est morte le 24 février 1998), sans descendance ;
- Andreas (né le 25 février 1952, à Vienne), docteur en physique, marié à Madrid le 29 septembre 1978 avec Silvia Prieto y Figueroa (née le 2 mai 1952, à Madrid), sans descendance ;
- Gregor (né le 18 avril 1954 à Vienne), docteur en droit, célibataire et sans descendance ;
- Alexandra (née le 25 décembre 1955, à Vienne où elle est morte le 27 février 1993), docteur en médecine, mariée à Vienne le 20 septembre 1980 avec Hans Lovrek (né le 11 janvier 1955 à Vienne), divorcés en 1988, sans descendance ;
- Maria-Pia (née le 6 août 1960 à Vienne), Master of Arts en sciences politiques, diplomate, épouse à Vienne le 4 août 1995 Max Alexander Kothbauer (né le 30 mars 1950), dont un fils : Hieronymus Kothbauer (né en 1997) ;
- Katharina (née le 27 janvier 1964 à Vienne), maître en sciences politiques et économiques, elle s'est d'abord mariée civilement à Londres le 16 novembre 1991 et religieusement à Vienne le 30 novembre 1991 et a divorcé en 2002 avec Jeremy Kelton (né le 21 octobre 1960 à Londres), dont un fils unique : Maximilian Kelton (né en 1994). Elle épouse en secondes noces à Londres le 3 décembre 2005 Andrew Duncan Gammon (né le 15 juin 1958), sans descendance de cette seconde union ;
- Birgitta (née le 13 avril 1967 à Vienne), licenciée en sciences politiques et sociales, mariée civilement à Vaduz le 18 décembre 2000 et religieusement au château de Persenbeug le 30 décembre 2000 avec Otto comte Jankovich-Bésán de Pribér, Vuchin et Duna-Szekcsö (né le 11 janvier 1967, à Bad Homburg vor der Höhe), dont deux enfants : Artur (né en 2001) et Johanna (née en 2003).

### Mort
Veuve depuis 1985, Agnès-Christine de Habsbourg-Toscane, meurt à Vienne, le 31 août 2007, à l'âge de 78 ans, elle est inhumée au cimetière paroissial de Kahlenbergerdorf, près de Vienne.

## Honneur
Agnès-Christine de Habsbourg-Toscane est :
- Dame noble de l'ordre de la Croix étoilée, Autriche-Hongrie.

## Ascendance
|  |                                           |  |  |  |  |  |  |  |  |  |  |  |  |
|  | 8. Charles Salvator de Habsbourg-Toscane  |  |  |  |  |  |  |  |  |  |  |  |  |
|  |                                           |  |  |  |  |  |  |  |  |  |  |  |  |
|  |                                           |  |  |  |  |  |  |  |  |  |  |  |  |
|  | 4. François-Salvator de Habsbourg-Toscane |  |  |  |  |  |  |  |  |  |  |  |  |
|  |                                           |  |  |  |  |  |  |  |  |  |  |  |  |
|  |                                           |  |  |  |  |  |  |  |  |  |  |  |  |
|  | 9. Marie-Immaculée de Bourbon-Siciles     |  |  |  |  |  |  |  |  |  |  |  |  |
|  |                                           |  |  |  |  |  |  |  |  |  |  |  |  |
|  |                                           |  |  |  |  |  |  |  |  |  |  |  |  |
|  | 2. Hubert-Salvator de Habsbourg-Toscane   |  |  |  |  |  |  |  |  |  |  |  |  |
|  |                                           |  |  |  |  |  |  |  |  |  |  |  |  |
|  |                                           |  |  |  |  |  |  |  |  |  |  |  |  |
|  | 10. François-Joseph Ier d'Autriche        |  |  |  |  |  |  |  |  |  |  |  |  |
|  |                                           |  |  |  |  |  |  |  |  |  |  |  |  |
|  |                                           |  |  |  |  |  |  |  |  |  |  |  |  |
|  | 5. Marie-Valérie d'Autriche               |  |  |  |  |  |  |  |  |  |  |  |  |
|  |                                           |  |  |  |  |  |  |  |  |  |  |  |  |
|  |                                           |  |  |  |  |  |  |  |  |  |  |  |  |
|  | 11. Élisabeth de Wittelsbach              |  |  |  |  |  |  |  |  |  |  |  |  |
|  |                                           |  |  |  |  |  |  |  |  |  |  |  |  |
|  |                                           |  |  |  |  |  |  |  |  |  |  |  |  |
|  | 1. Agnès-Christine de Habsbourg-Toscane   |  |  |  |  |  |  |  |  |  |  |  |  |
|  |                                           |  |  |  |  |  |  |  |  |  |  |  |  |
|  |                                           |  |  |  |  |  |  |  |  |  |  |  |  |
|  | 12. Alfred zu Salm-Salm                   |  |  |  |  |  |  |  |  |  |  |  |  |
|  |                                           |  |  |  |  |  |  |  |  |  |  |  |  |
|  |                                           |  |  |  |  |  |  |  |  |  |  |  |  |
|  | 6. Emmanuel-Alfred zu Salm-Salm           |  |  |  |  |  |  |  |  |  |  |  |  |
|  |                                           |  |  |  |  |  |  |  |  |  |  |  |  |
|  |                                           |  |  |  |  |  |  |  |  |  |  |  |  |
|  | 13. Rosa von Lützow                       |  |  |  |  |  |  |  |  |  |  |  |  |
|  |                                           |  |  |  |  |  |  |  |  |  |  |  |  |
|  |                                           |  |  |  |  |  |  |  |  |  |  |  |  |
|  | 3. Rosemary de Salm-Salm                  |  |  |  |  |  |  |  |  |  |  |  |  |
|  |                                           |  |  |  |  |  |  |  |  |  |  |  |  |
|  |                                           |  |  |  |  |  |  |  |  |  |  |  |  |
|  | 14. Frédéric de Teschen                   |  |  |  |  |  |  |  |  |  |  |  |  |
|  |                                           |  |  |  |  |  |  |  |  |  |  |  |  |
|  |                                           |  |  |  |  |  |  |  |  |  |  |  |  |
|  | 7. Marie-Christine d'Autriche-Teschen     |  |  |  |  |  |  |  |  |  |  |  |  |
|  |                                           |  |  |  |  |  |  |  |  |  |  |  |  |
|  |                                           |  |  |  |  |  |  |  |  |  |  |  |  |
|  | 15. Isabelle de Croÿ                      |  |  |  |  |  |  |  |  |  |  |  |  |
|  |                                           |  |  |  |  |  |  |  |  |  |  |  |  |
|  |                                           |  |  |  |  |  |  |  |  |  |  |  |  |